# Słój roczny

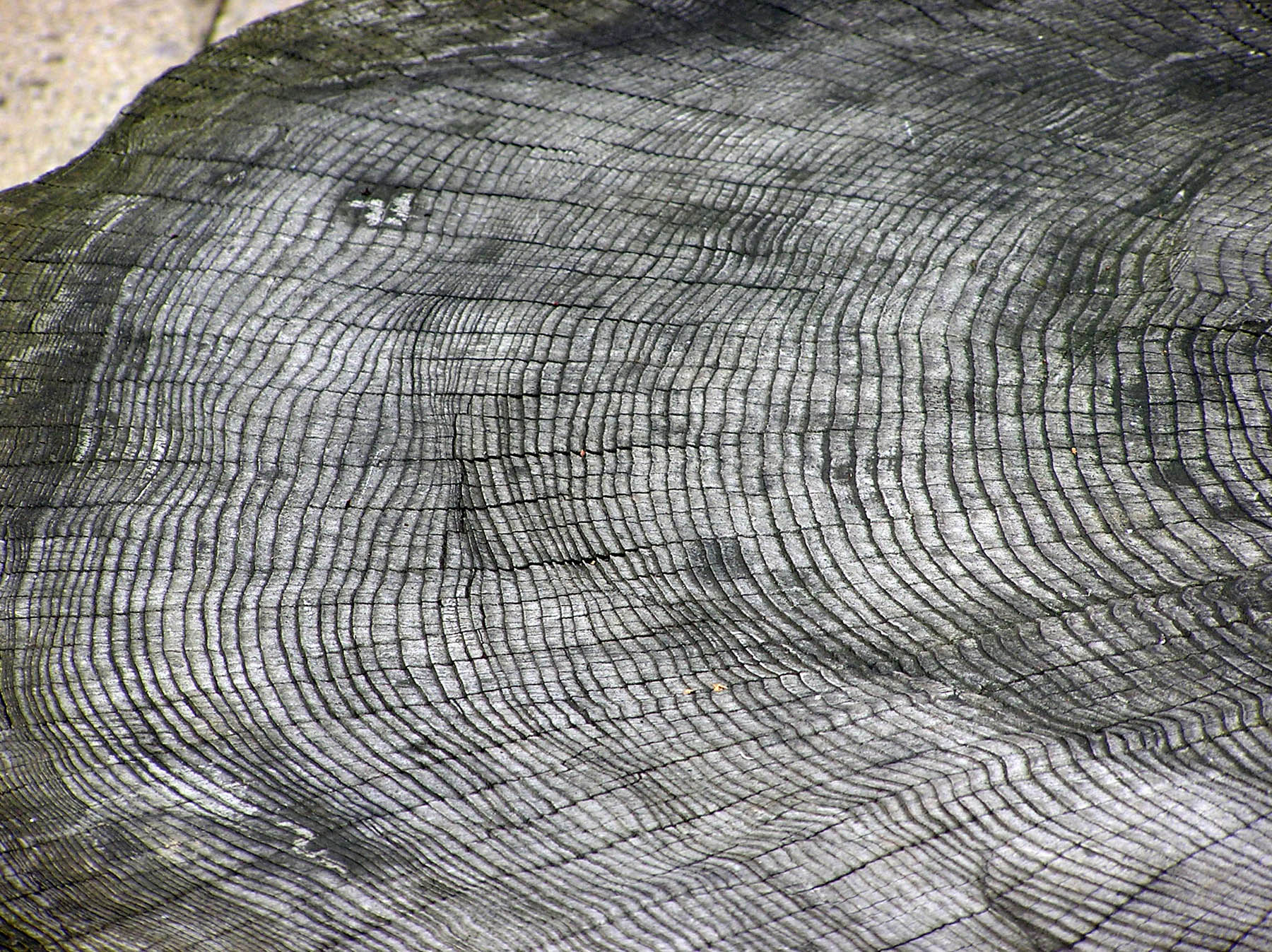
Przekrój pnia ukazujący słoje roczne (Ogród Zoologiczny w Bristolu, Anglia)

Słój roczny, słój przyrostu wtórnego – warstwy drewna wtórnego powstające w wyniku działalności kambium. Ze względu na zróżnicowanie działalności kambium w okresie różnych pór roku podczas przyrostu wtórnego drzew powstają naprzemiennie warstwy drewna wiosennego i drewna letniego. Średnice komórek drewna wiosennego są większe a ściany cieńsze. Oba rodzaje drewna można odróżnić na przekroju gołym okiem. Drewno wczesne jest jaśniejsze od późnego. W klimacie umiarkowanym kambium zawiesza swoją działalność poza sezonem wegetacyjnym. W klimacie tropikalnym kambium wykazuje aktywność podziałową przez cały rok.
Słoje roczne są mniej lub bardziej widoczne na wszystkich przekrojach wszystkich gatunków drzew dzięki różnicy w budowie drewna wczesnego i drewna późnego – najbardziej na przekroju poprzecznym. Drewno wczesne powstaje w pierwszym okresie sezonu wegetacyjnego – na wiosnę, drewno późne pod koniec lata.
Na wiosnę, w wyniku podziału, kambium tworzy elementy przewodzące o dużej przepustowości (szerokim świetle). Powstałe w ten sposób naczynia lub cewki służą przede wszystkim do przewodzenia wody. U drzew iglastych jest to jaśniejsza część słoja, u drzew liściastych pierścieniowonaczyniowych – wyraźnie zaznaczające się ułożone pierścieniowato szerokie naczynia. Drewno późne zbudowane jest z elementów o małej przepustowości (wąskim świetle), pełni ono głównie funkcję mechaniczną. U drzew iglastych obejmuje ciemniejszą część słoja rocznego, u drzew liściastych pierścieniowonaczyniowych – część słoja, w której występują wąskie naczynia.
Wyrazistość granicy między drewnem wczesnym i późnym (w tym samym słoju rocznym) oraz między drewnem późnym i wczesnym (w dwóch sąsiadujących ze sobą słojach) zależy przede wszystkim od gatunku drewna. U większości gatunków iglastych i większości liściastych pierścieniowonaczyniowych obie granice są widoczne gołym okiem. U większości gatunków rozpierzchłonaczyniowych granica między drewnem wczesnym i późnym jest niezauważalna, granica między drewnem późnym i wczesnym jest czasami widoczna dzięki obecności miękiszu terminalnego.
Wpływ na szerokość słoja rocznego ma szereg zjawisk powiązanych z siedliskiem (zasobność gleby, uwilgotnienie), klimatem (temperatura, opady, cykliczność zjawisk) oraz liczne czynniki losowe (pożar, powódź, susza, gradacja szkodników).
Badaniami retrospektywnymi budowy słoja rocznego zajmuje się dendrochronologia. Dzięki porównaniu słojów rocznych pochodzących z drzew rosnących na przestrzeni wielu stuleci dla danego obszaru geograficznego można stworzyć coś na wzór „dendrochronologicznego kalendarza”. Badacze mogą z nim porównać słoje roczne z drewna wydobytego ze starożytnej budowli, aby określić w jakim roku zostało ono ścięte i użyte do ich wzniesienia.